# Малое Загорье (Тверская область)
 Малое Загорье  — опустевшая деревня в Лесном муниципальном округе Тверской области.

## География
Находится в северо-восточной части Тверской области на расстоянии приблизительно 8 км по прямой на юг по прямой от районного центра села Лесного.

## История
Деревня уже была отмечена как на карте 1825 года. В 1859 году здесь (деревня Весьегонского уезда Тверской губернии) было учтено 8 дворов. До 2019 года входила в состав ныне упразднённого Сорогожского сельского поселения.

## Население
Численность населения: 48 человек (1859 год), 0 как в 2002 году, так и в 2010.